# María del Rosario de Silva y Gurtubay
María del Rosario de Silva y Gurtubay   (Madrid, 4 d'abril de 1900 - Madrid, 11 de gener de 1934) va ser una noble espanyola, marquesa de San Vicente del Barco i consort del duc d'Alba.

## Biografia

### Orígens
Va néixer a Madrid el 4 d'abril de 1900, era filla d'Alfonso de Silva y Fernández de Córdoba, 18è duc d'Híxar, i de María del Rosario Gurtubay y González de Castejón. Era descendent per part de mare d'una coneguda i rica família bacallanera del País Basc, que amb el dot de la seva mare va permetre l'entroncament dels Gurtubay amb la noblesa.
En l'àmbit familiar va ser coneguda i anomenada per tothom com Totó, de manera completa Totó Aliaga, atès que la família de la seva mare ostentava en el seu escut el blasó dels Aliaga.

### Vida
Durant la seva vida va ostentar el títol de marquesa de San Vicente del Barco. El 7 d'octubre de 1920, amb vint anys, va casar-se amb Jacobo Fitz-James Stuart, duc d'Alba i ambaixador d'Espanya al Regne Unit, raó per la qual la boda va celebrar-se a Londres de manera discreta, a causa de la recent mort d'Eugènia de Montijo, bestia del duc d'Alba. Com havia succeït amb la seva mare, el matrimoni de María del Rosario va dotar d'un dot milionari a la casa ducal d'Alba.
Després de la boda, el matrimoni va instal·lar-se al Palau de Liria. Va convertir-se en una figura de l'alta societat del moment, una de les socialités i membres de l'aristocràcia més respectades. Va acompanyar sovint el seu marit en els viatges, destacant un que van fer als Estats Units el 1924, durant el qual van visitar Chicago, Nova York, Washington i Long Island, d'acord amb la crònica que va fer el The New York Times. Hom afirma que va ser una de les dones més elegants d'Espanya, relacionada amb marques com Chanel, de la qual se'n va fer eco a l'estat espanyol. D'altra banda, també va ser retratada pel pintor Ignacio Zuloaga i pel fotògraf George Hoyningen-Huene, treballador de la revista Vogue.
El 1926, al cap de sis anys de casar-se i després de dos avortaments, va tenir la seva única filla: Cayetana Fitz-James Stuart, la següent duquessa d'Alba, a la qual va llegar el títol de marquesa, entre d'altres. Segons sembla, el duc va alegrar-se del naixement, però Rosario i la resta de la família haguessin preferit un nen.
Rosario i el seu marit van tenir una estreta relació amb la família reial, especialment amb Alfons XIII, que havia fet de mitjancer perquè ambdós festegessin, i Victòria Eugènia de Battenberg, que van fer de padrins de la seva filla. Rosario va ser dama de la reina. Després de la proclamació de la Segona República Espanyola, ella i el seu marit van visitar sovint els reis a l'exili.

### Mort
Va morir al Palau de Llíria de Madrid l'11 de gener de 1934, amb només 33 anys, a causa de la tuberculosi, i deixant òrfena la seva filla amb 5 anys. És d'esment que els darrers anys de la seva vida va passar llargues temporades en un sanatori a Suïssa i en tot cas aïllada de la família. Finalment, un refredat va acabar per empitjorar la seva salut i va provocar-li la mort. Com altres membres de la casa d'Alba, les seves restes van ser dipositades al panteó familiar del convent de la Immaculada Concepció, també anomenat de les Margarides, de la localitat madrilenya de Loeches.